# 金之頭飾大賞
金之頭飾大賞是集英社旗下的8種少女及女性漫畫雜誌（《Ribon》、《瑪格麗特》、《別冊瑪格麗特》、《豪華瑪格麗特》、《The Margaret》、《Cookie》、《Chorus》（現為《Cocohana》）、《YOU》）所主導的新人漫畫獎。

## 獎項
金之頭飾大賞
獎狀、記念品、獎金日幣500萬元
銀之頭飾賞
獎狀、記念品、獎金日幣200萬元
銅賞
獎狀、記念品、獎金日幣30萬元
特別賞
獎金日幣15萬元
- 金之頭飾大賞、銀之頭飾賞的得獎者，將受集英社的專屬契約（2年間）的約束。
- 得獎作品將於上述8種漫畫雜誌裡揭載（可能收錄於増刊號中）。

## 歷屆得獎者

### 第1回
金之頭飾大賞
- 片山あやか（日语：片山あやか）「Star man」

銀之頭飾賞
- 小枝くり（日语：小枝くり）「宇治金時」
- 霜月ミリ（日语：霜月ミリ）「カエデの恋」
- 吉田早織（日语：吉田早織）「すずめの巣」

銅賞
- 眉月ジュン（日语：眉月ジュン）「さよならデイジー」
- 浜谷みお（日语：浜谷みお）「おやすみがきこえない」
- 杉本愛紗（日语：杉本愛紗）「宇治っちの願い事」
- 鳥谷かよこ（日语：鳥谷かよこ）「植園荘の庭」
- 十羽ナツ（日语：十羽ナツ）「モデリング」

特別賞
- 一ノ蔵トメ子（日语：一ノ蔵トメ子）「月刊マン研のすべて」
- 堀乃月（日语：堀乃月）「幸福ダイブ」
- ぐりこ（日语：ぐりこ(漫画家)）「すきさがし」
- 柚木麻樹（日语：柚木麻樹）「クラスメイトのあきらくん」
- 鈴本レイ（日语：鈴本レイ）「リアライズ」

### 第2回
金之頭飾大賞
- 從缺

銀之頭飾賞
- 有田直央（日语：有田直央）「フロムエウロパ」
- まつもとあやか（日语：まつもとあやか）「BABY BABY BABY!」

銅賞
- 渡辺愛（日语：渡辺愛）「事象点Pからの脱却」
- 赤澤美智子（日语：赤澤美智子）「絶対乗りたい満員電車」
- 猫目トーチカ（日语：猫目トーチカ）「傘が咲く」

特別賞
- 穂野ひのみ（日语：穂野ひのみ）「君にあげる星」
- 矢城あかね（日语：矢城あかね）「種はどこへ消えた？」
- 小山るんち（日语：小山るんち）「左のキミへ」
- 暁兎マイカ（日语：暁兎マイカ）「猫門番様」

## 外部連結
- （日語）